# Neobjevená země
Neobjevená země je název knihy, jejíž autorkou je J. M. Dillard. V České republice byla vydána poprvé v roce 2000. Jedná se o přepis filmu Star Trek VI: Neobjevená země z roku 1991 na motivy z prostředí Star Treku. Originální název knihy vydané v USA roku 1992 v angličtině je The Undiscovered Country.

## Obsah
Obsah knihy i filmu jsou podobné.
Jak v TV seriálu , tak knihách včetně této na seriál navazující je v popředí děje trojice tvořená kapitánem Jamesem Kirkem, prvním, vědeckým důstojníkem Spockem z planety Vulkán a vrchním lékařem Dr. Leonardem McCoyem. Tuto trojici doplňují další důstojníci - vrchní inženýr Montgomery Scott, komunikační důstojnice Nyota Uhura a dvojice navigačních důstojníků Hikaru Sulu a Pavel Čechov.
V Klingonské říši dojde k explozi měsíce Praxis, který má pro celé impérium klíčový význam. Následně hrozí zničení ekosystému domovské planety Klingon, Qo'noSu a nevyhnutelné zhroucení říše. Část představitelů Klingonu se rozhodne ukončit smrtící šarvátky s Federací a začít mírová jednání.
Jako projev dobré vůle se snaží pomoci Spojená federace planet, která vyšle loď Enterprise na vyjednání o ukončení nepřátelství mezi oběma národy. Při setkání obou lodí však dojde k nehodě. Jiná, zamaskovaná klingonská loď vystřelila fotonové torpédo, a zařídila to tak, aby se zdálo, že pálila Enterprise. Jejich cílem bylo zhatit tak první kolo rozhovorů mezi Klingony a Federací. Je přitom zabit kancléř Gorkon z Klingonu, který tým vyjednávačů vedl.
Kapitán James T. Kirk, který lodi velí, cítí odpovědnost a vyhlásí kapitulaci, následně je spolu s doktorem McCoyem zajat. Mezitím je velením lodi pověřen Spock, který se snaží objasnit příčiny palby a de facto tak vykonání válečného aktu Klingonům. Zjišťuje se, že nepálila Enterprise ale další maskovaná klingonská loď, letící za lodí Federace, která chtěla válku vyvolat.
Kirk a McCoy jsou mezitím kligonským soudem odsouzeni k doživotnímu vězení v trestanecké kolonii na planetoidu Rura Penthe, známém jako hřbitov cizinců. Panují zde otřesné poměry. Spockovi se však podaří kapitána po čase vysvobodit a odhalit, že teroristé mají v plánu zaútočit na prezidenta Spojené federace planet na dalším jednání o míru mezi Klingonskou říší a Spojenou federací planet. Teroristé pochází z vedoucích představitelů jak Země, tak Klingonu.
V závěru příběhu se Kirk a jeho přátelé střetnou s klingonskou válečnou lodí, po jejím zničení se dostanou na poslední chvíli na zasedání vedoucích představitelů Federace a Klingonu, všechny teroristy zneškodní a pak Kirk dává pokyn k svému poslednímu letu před nástupem do penze.

## České vydání knihy
Do češtiny knihu přeložila Lucie Ryšavá a vydalo ji nakladatelství Netopejr (Karel Petřík). Její očíslování, velikost publikace i grafická úprava jsou podobné, jako měly předchozí díly této filmové série: Hrozba z vesmíru, Khanův hněv, Pátrání po Spockovi a Nejzazší hranice. Drobná knížka má 230 stran a je opatřena barevnou obálkou s portrétem poručíka Valeris. Náklad byl 1800 kusů.